# Jim Thomas (tennista)
Jim Thomas (Canton, 24 settembre 1974) è un ex tennista statunitense.
Specialista nel doppio divenne, il 21 agosto 2006, il 29º del ranking ATP. Avendo giocato in carriera solo tre incontri nel tabellone principale di un torneo del circuito maggiore il suo best ranking in singolare è rappresentato da una 288ª posizione, raggiunta il 2 novembre 1998.
Nel corso della sua carriera ha conquistato 6 titoli ATP in doppio; metà di questi sono avvenuti a Newport su erba nel Hall of Fame Tennis Championships nel 2004, 2005 e nel 2007. Gli altri suoi successi sono avvenuti all'Heineken Open 2001 di Auckland, al RCA Championships 2004 di Indianapolis e all'Hypo Group Tennis International 2006 di Pörtschach.
Il suo miglior risultato nei tornei del grande slam è la semifinale raggiunta nel 2005 all'US Open dove, in coppia con lo statunitense Paul Goldstein furono sconfitti dai futuri vincitori del torneo, i connazionali Bob Bryan e Mike Bryan con il punteggio di 6-3, 1-6, 2-6.
Nella sua carriera ha conquistato complessivamente 22 titoli in doppio, tra cui 15 vittorie in tornei challenger e una in tornei del circuito futures, oltre che 7 finali di tornei ATP.

## Statistiche

### Doppio

#### Vittorie (6)
| Legenda doppio            |
| Grande Slam (0)           |
| ATP World Tour Finals (0) |
| ATP Masters 1000 (0)      |
| ATP World Tour 500 (0)    |
| ATP World Tour 250 (6)    |
| Challengers (15)          |
| Futures (1)               |

| Numero | Data             | Torneo                                                 | Superficie    | Compagno          | Avversari in Finale                   | Punteggio           |
| 1.     | 2 febbraio 1998  | West Bloomfield Challenger 1998, West Bloomfield       | Cemento (i)   | Laurence Tieleman | Alejandro Hernández David Roditi      | 7-6, 6-4            |
| 2.     | 16 febbraio 1998 | Singapore Challenger 1998, Singapore                   | Cemento       | Laurence Tieleman | James Holmes Andrew Painter           | 6-3, 3-6, 7-6       |
| 1.     | 26 ottobre 1998  | Brunei F1 1998, Bandar Seri Begawan                    | Cemento       | Thomas Shimada    | Michael Jessup Le Minh                | 6-3, 6-3            |
| 3.     | 29 novembre 1999 | Urbana Challenger 1999, Urbana                         | Cemento (i)   | Paul Goldstein    | Mike Bryan Bob Bryan                  | 6-7, 7-6, 7-6       |
| 1.     | 8 gennaio 2001   | Heineken Open 2001, Auckland                           | Cemento       | Marius Barnard    | David Adams Martín García             | 7–6(10), 6-4        |
| 4.     | 23 gennaio 2001  | Hilton Waikoloa Village USTA Challenger 2001, Waikoloa | Cemento       | Paul Goldstein    | Mike Bryan Paradorn Srichaphan        | 3-6, 6-4, 6-3       |
| 5.     | 15 ottobre 2001  | IPP Open 2001, Helsinki                                | Cemento (i)   | Tim Crichton      | Aleksandar Kitinov Jack Waite         | 6-3, 6-4            |
| 6.     | 6 giugno 2002    | Surbiton Trophy 2002, Surbiton                         | Erba          | André Sá          | David Adams Joshua Eagle              | 7-5, 2-6, 6-3       |
| 7.     | 28 ottobre 2002  | Lambertz Open by STAWAG 2002, Aquisgrana               | Sintetico (i) | Tom Vanhoudt      | Thomas Shimada Takao Suzuki           | 6(4)–7, 7–6(4), 6-3 |
| 8.     | 16 giugno 2003   | Nord LB Open 2003, Braunschweig                        | Terra rossa   | Sebastián Prieto  | Juan Ignacio Carrasco Albert Montañés | 4-6, 6-1, 6-4       |
| 9.     | 31 maggio 2004   | Surbiton Trophy 2004, Surbiton                         | Erba          | Nathan Healey     | Alejandro Falla Glenn Weiner          | 6-3, 7–6(9)         |
| 2.     | 5 luglio 2004    | Hall of Fame Tennis Championships 2004, Newport        | Erba          | Jordan Kerr       | Grégory Carraz Nicolas Mahut          | 6-3, 6(5)–7, 6-3    |
| 3.     | 19 luglio 2004   | RCA Championships 2004, Indianapolis                   | Cemento       | Jordan Kerr       | Wayne Black Kevin Ullyett             | 6(7)–7, 7–6(3), 6-3 |
| 10.    | 19 ottobre 2004  | Bolton Challenger 2004, Bolton                         | Cemento (i)   | Jeff Coetzee      | Melle van Gemerden Peter Wessels      | 7-5, 6-3            |
| 11.    | 31 maggio 2005   | Surbiton Trophy 2005, Surbiton                         | Erba          | Jordan Kerr       | Richard Barker William Barker         | 6-2, 6-4            |
| 4.     | 4 luglio 2005    | Hall of Fame Tennis Championships 2004, Newport        | Erba          | Jordan Kerr       | Graydon Oliver Travis Parrott         | 7–6(5), 7–6(5)      |
| 5.     | 21 maggio 2006   | Hypo Group Tennis International 2006, Portschach       | Terra rossa   | Paul Hanley       | Oliver Marach Cyril Suk               | 6-3, 4-6, [10-5]    |
| 12.    | 6 giugno 2006    | Surbiton Trophy 2006, Surbiton                         | Erba          | Jordan Kerr       | Wayne Arthurs Chris Guccione          | 6-2, 6-4            |
| 6.     | 9 luglio 2007    | Hall of Fame Tennis Championships 2004, Newport        | Erba          | Jordan Kerr       | Nathan Healey Igor' Kunicyn           | 6-3, 7-5            |
| 13.    | 21 aprile 2008   | XL Bermuda Open 2008, Paget                            | Terra verde   | Harel Levy        | Chris Haggard Peter Luczak            | 6(4)–7, 6-4, [11-9] |
| 14.    | 12 maggio 2008   | Sanremo Tennis Cup 2008, Sanremo                       | Terra rossa   | Harel Levy        | Matthias Bachinger Daniel Brands      | 6-4, 6-4            |
| 15.    | 4 agosto 2008    | Open Castilla y León 2008, Segovia                     | Cemento       | Ross Hutchins     | Jaroslav Levinský Filip Polášek       | 7–6(3), 3-6, [10-8] |

#### Sconfitte in finale (7)
| Numero | Data              | Torneo                                                             | Superficie  | Compagno       | Avversari in Finale           | Punteggio         |
| 1.     | 20 novembre 2000  | Brighton International 2000, Brighton                              | Cemento (i) | Paul Goldstein | Michael Hill Jeff Tarango     | 3-6, 5-7          |
| 2.     | 30 aprile 2001    | U.S. Men's Clay Court Championships 2001, Houston                  | Terra rossa | Kevin Kim      | Mahesh Bhupathi Leander Paes  | 6(4)–7, 2-6       |
| 3.     | 10 settembre 2001 | Tashkent Open 2001, Tashkent                                       | Cemento     | Marius Barnard | Julien Boutter Dominik Hrbatý | 4-6, 6-3, 11-13   |
| 4.     | 31 gennaio 2005   | Delray Beach International Tennis Championships 2005, Delray Beach | Cemento     | Jordan Kerr    | Simon Aspelin Todd Perry      | 3-6, 3-6          |
| 5.     | 13 febbraio 2006  | SAP Open 2006, San Jose                                            | Cemento (i) | Paul Goldstein | John McEnroe Jonas Björkman   | 6(2)–7, 6-4, 7-10 |
| 6.     | 17 luglio 2006    | RCA Championships 2006, Indianapolis                               | Cemento     | Paul Goldstein | Bobby Reynolds Andy Roddick   | 4-6, 4-6          |
| 7.     | 2 ottobre 2006    | Japan Open Tennis Championships 2006, Tokyo                        | Cemento (i) | Paul Goldstein | Ashley Fisher Tripp Phillips  | 2-6, 5-7          |